# Ceuta Televisión
Ceuta Televisión es la televisión privada de Ceuta. Comenzó sus emisiones en 2007. Actualmente emite varios programas de producción propia. Laura Ortiz, Susana Iñesta, Javier Sakona, Nacho Gallego y Paulina Rodríguez son los rostros de la cadena. El director actual es Manuel González Bolorino.
El canal está presente en las redes sociales Twitter , Facebook y Youtube.
El 12 de septiembre de 2011, Ceuta Televisión pasa a emitirse en 16:9, dando así un nuevo salto de calidad televisiva.
El 1 de abril de 2015, Justicia anuló la licencia y pasa a emitirse a través de su página web.

## Imagen corporativa
El 28 de marzo de 2011, Ceuta Televisión cambia su imagen corporativa. La mosca en pantalla pasa a ser un 'ceuta' con las siglas 'tv' justo arriba de la última 'a'. Los separadores también cambian. 
El canal y varios de sus programas entran en las redes sociales, como Twitter y Facebook. A finales de 2012 Ceuta Televisión inaugura también un blog en wordpress en el que muestra la otra cara de la televisión, ofrece novedades, avances y curiosidades sobre su programación.
Si en la temporada 2011 llegan nuevos programas como 9:30 Menudo Madrugón, Ceuta la nuit, Palabras o Diario de Ceuta, el primer informativo para ciudadanos de habla árabe ceutí (dariya), en la 2012-2013 Ceuta Televisión amplía su programación con espacios como Ceuta a Debate, un programa de larga duración dedicado exclusivamente a debatir con personajes de actualidad sobre los temas más candentes de la actualidad ceutí. El encargado de dirigir este espacio es el periodista Javier Sakona. Por otro lado, los lunes, Susana Iñesta dirige y presenta A pie de Campo que resume las noticias deportivas del fin de semana. Otro de los programas que formaba parte de esa temporada era Chill Out, un espacio sobre arte, tecnología y cultura, presentado por el DJ 'Fuchi'. Todas las semanas se emiten los programas de debate y entrevistas sobre temas de actualidad Blanco y Negro, dirigido y presentado por Laura Ortiz, y Con Voz Propia, conducido por Pablo Matés. Finalmente, dos de los programas decanos de la televisión ceutí son Arrejuntados, presentado por Nicols, y Hablemos de Salud, que presenta y dirige Alfredo Izquierdo y que semanalmente ofrece actualidad médica.
Actualmente, entre 11.30 y 13.00 h. de lunes a viernes, Ceuta TV emite en directo desde uno de sus platós el programa magazine 'Gran Vía' dirigido y presentado por Nacho Gallego, que cuenta cada día con distintas secciones y varios colaboradores que abordan temas de actualidad.

## Otros Eventos
El 31 de diciembre del 2009 Ceuta Televisión retrasmite las campanadas de fin de año desde el Ayuntamiento de Ceuta, siendo la primera vez, aunque en diferido, que un medio local ofrece las campanadas de fin de año.
Esta televisión cuenta también con dos galardones a nivel europeo gracias al programa ¡¡Se lio la mundial!!, que repasó durante el verano de 2010 el camino de la selección española hasta alzarse con la Copa Mundial de la FIFA Sudáfrica™. Premios recibidos en la primera edición del Smile Festival, Festival Europeo de la Publicidad y el Humor, a la 'Mejor Campaña Europea' y 'Mejor uso de la Creatividad en Televisión Europea'.